# Christian von Hammerstein (Landwirt)

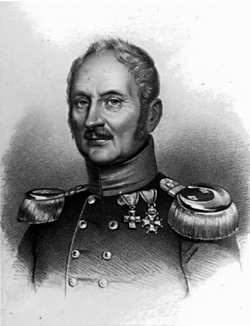
Christian von Hammerstein

Freiherr Christian von Hammerstein (* 18. Juni 1769 in Kastorf; † 11. April 1850 in Uelzen) war ein deutscher Offizier, Landwirt und landwirtschaftlicher Schriftsteller.

## Leben
Christian von Hammerstein war ein Sohn des Kastorfer Gutsherren Hans Christian Freiherr von Hammerstein (* 15. Mai 1741; † 14. Mai 1771) und dessen Ehefrau Caroline Agnes Luise, geborene von Schrader (* 19. April 1744; † 28. Dezember 1801). Sein Bruder Hans Detlef von Hammerstein war ein Jurist und Minister.
Nachdem sein Vater verstorben war, zog die Mutter mit den Söhnen nach Ebstorf, anschließend nach Lüneburg. Er musste gegen seinen Willen in das Militär eintreten. Im Alter von 14 Jahren wurde er im Leibregiment zu Pferde in Lüneburg, stationiert in Bleckede, zum Kornett ernannt. In Bleckede lebte er die nächsten Jahre. Ende 1790 erwarb seine Mutter das Gut Bahnsen und beauftragte ihren Sohn formell, das Gut zu bewirtschaften. Hierfür erhielt er Urlaub vom Militär. Aufzeichnungen ist zu entnehmen, dass er landwirtschaftliche Vorkenntnisse hatte, die wahrscheinlich auf umfangreicher Literaturrecherche während der Garnisonszeit in Bleckede beruhten. Ab dem Dezember 1791 hatte er Zugriff auf seinen Erbanteil an Gut Kastorf. Er veräußerte das Gut Bahnsen und kaufte das Gut Goldberg in Mecklenburg. Kurz nach seiner Beförderung zum Rittmeister im April 1792 beendete er den Militärdienst, um sich auf die Landwirtschaft konzentrieren zu können.

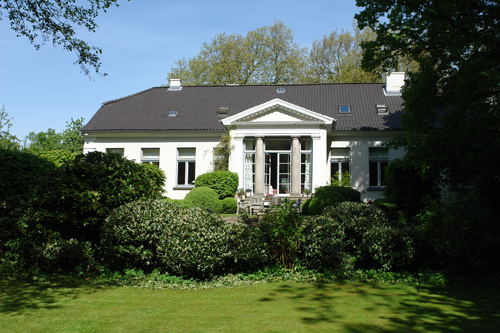
Gartenseite des Kastorfer Herrenhauses (2009)

1794 trennte sich von Hammerstein von dem Gut Goldberg. Ein Jahr später kaufte er gemeinsam mit seiner Ehefrau das Gut Hülseburg mit Presek und im Jahr darauf zusätzlich den Meierhof Vortsahl. der nominell seiner Frau gehörte. 1799 erwarb er das Gut Kastorf, das sein Bruder verkauft hatte. Das Herrenhaus Kastorf wurde 1801/1802 vom dänischen Baumeister Christian Frederik Hansen entworfen und von Joseph Christian Lillie bis 1803 erbaut. Die Ankäufe und Neubau beruhten auf großen Krediten, die ihm bei der wirtschaftlich schlechteren Lage, bspw. aufgrund der französischen Besatzung, Probleme bereiteten. 1806 wurde Kastorf geplündert. In den Jahren danach musste er mehrfach Feuer- und Hagelschäden hinnehmen, bis 1813 mehrere Einquartierungen. Insbesondere aufgrund der Agrarkrise nach den napoleonischen Kriegen ging von Hammerstein 1815 bankrott und veräußerte Kastorf. Er war bereits zuvor als Major und Kommandeur in das Ratzeburger Landwehr-Bataillon eingetreten, mit dem er 1815 gegen Napoleon kämpfte. Nach Kriegsende diente er als Kommandeur in Ratzeburg und löste 1816 sein Landwehr-Bataillon auf. Danach erhielt er das Kommando über ein bis 1833 existierendes Landwehr-Bataillon in Lüneburg. Im selben Jahr schied er als Oberst aus dem Militär.
Von Hammerstein hatte das Gut Hülseburg während seiner Zeit beim Militär noch mehrere Jahre gehalten. 1823 litt auch das Vermögen seiner Frau unter seinem eigenen Bankrott. Das Ehepaar musste sich daher von dem überschuldeten Gut trennen. Die Familie zog zur Miete auf das von Lenthesche Gut Wrestedt III, wo von Hammerstein bis zum Ende seines Militärdienstes jedoch nur Urlaube verbrachte. Bereits als Offizier hatte er sich mehrfach erfolglos darum bemüht, vom Militärdienst in den hannoverschen Staatsdienst beim Landes-Oeconomie-Collegium zu wechseln, das die Leitung über die Gemeinheitsteilung und Verkopplung innehatte. Anfang 1834 sollte er nun als Ablösungskommissar das alte Amt Oldenstadt mit Sitz in Wrestedt leiten. Die Voraussetzung hierfür war eine Befähigung zum Richteramt, die er aber nicht hatte. Daher legte er im Alter von 64 Jahren eine juristische Examensprüfung ab.
1838 verlegte von Hammerstein seinen Wohnsitz nach Uelzen, wo er bis Lebensende wohnte.

## Wirken in der Landwirtschaft

Das für von Hammerstein errichtete Denkmal

1827 gab von Hammerstein mehrere, mitunter preisgekrönte Artikel, in dem Sammelband „Landwirthschaftliche Schriften“ heraus, was ihn als Fachautoren bekannt machte. 1830 gründete er den „Landwirthschaftlichen Verein zu Uelzen“, aus dem später der Provinzialverein entstand. Hier bemühte er sich, die Landwirtschaft der Lüneburger Heide zu modernisieren. 1832 wurde er zum Präsidenten das Provinzialvereins auf Lebenszeit gewählt. Er redigierte bis Lebensende die Vereinszeitschrift „Landwirthschaftlichen Mittheilungen, besonders für das Fürstenthum Lünebuirg, und Verhandlungen des landwirthschaftlichen Provinzial-Vereins zu Uelzen“. 1849 übernahm er darüber hinaus die Redaktion des „Sonntags-Wochenblatts für den Landmann im Fürstenthum Lüneburg“.
Der Landwirtschaftliche Verein wollte zunächst als Lesegemeinschaft mit Vorträgen, Publikationen und Erfahrungsaustausch über neue Erkenntnisse informieren. Ab ungefähr 1840 wurde hieraus schrittweise ein Gremium von Fachleuten, das die Landwirtschaft durch konkrete praktische Aktionen modernisieren wollte. Das besondere Anliegen des Vereins war die Einführung moderner Anbaumethoden aus England. Dazu gehörten insbesondere eine signifikante Erweiterung der Kultivierung von Grünfutter, bei der Wiesenbauprojekte helfen sollten. Die Viehbestände sollten verbessert und erhöht und somit die Düngemittelproduktion gesteigert werden. Der Verein warb außerdem dafür, Böden zu mergeln.
Von Hammerstein setzte sich für den Kampf gegen Kartoffelkrankheiten ein, wollte Tabakpflanzen kultivieren und moderne Geräte bauen lassen. Mit seinen Bemühungen war er unterschiedlich erfolgreich. Die dauerhaft erfolgreichste Initiative seines Vereins war die sogenannte „Höferegulierung“. Bereits verkoppelte Betriebe wechselten dabei von einer Getreide-/Brache-Wirtschaft auf eine ertragreichere Fruchtfolge von Getreide, Futtermitteln und Hackfrüchten. Ab 1837 setzte der Verein alle vorhandenen Mittel für eine nun systematische durchgeführte Höferegulierung ein. Dieses Vorhaben konnte erst Jahrzehnte nach Heinemanns Tod im Jahr 1894, beendet werden.
Im Jahr 1832 erreichte von Hammerstein seinen Höhenpunkt als landwirtschaftlicher Fachschriftsteller. Er gab sieben kleinere Beiträge und die „Neuen landwirthschaftlichen Schriften“ heraus, die sieben früher erstellte Texte enthielten. Zu ihnen gehörte eine kleine, aber bedeutende Monografie „Über die Verbesserung des Zustandes des Landmannes im Fürstenthum Lüneburg“. Die Königliche Landwirtschaftsgesellschaft hatte sich dafür starkgemacht, dass dieser Text Verbreitung fand. Eine weitere nennenswerte Publikation Heinemanns war eine kurze Darstellung der Grundsätze modernen Ackerbaus von William Bland, die er von der englischen in die deutsche Sprache übersetzte.

## Ehrungen
1834 erhielt von Hammerstein die Silberne Medaille der Königlichen Landwirtschaftsgesellschaft. T. Rühne gestaltete für ihn ein Denkmal, das in seinem Todesjahr in Uelzen errichtet wurde. Es steht am dort nach ihm benannten Hammersteinplatz.

## Familie
Am 3. April 1793 heiratete von Hammerstein Dorothea Agnies Sophie von Plato (1771–1858). Sie war eine Tochter des Landrates Otto Ernst von Plato auf Grabow. Das Ehepaar hatte sechs Töchter und vier Söhne, darunter Wilhelm von Hammerstein, der Hannoverscher Staatsminister war.